# Philippe Grangier
Pour les articles homonymes, voir Grangier.
Philippe Grangier, né le 12 mars 1957 à Tarare, est un physicien français, spécialiste de mécanique quantique, ancien élève de l'École normale supérieure de Cachan.
Il a fait sa thèse sous la direction d'Alain Aspect, et a participé à l'expérience d'Aspect (1982) résolvant le « paradoxe EPR » (il est cosignataire avec Alain Aspect de deux articles de 1982 relatifs à cette expérience). Cette expérience permet à Alain Aspect de recevoir le Prix Nobel de physique en 2022.[source insuffisante]
Avec son équipe, il a mis au point une technologie de cryptographie quantique, commercialisée par la société SeQureNet[réf. souhaitée].
Il est actuellement responsable du groupe d’Optique Quantique à l’Institut d’Optique à Palaiseau et professeur de mécanique quantique à l’Ecole Polytechnique,[source insuffisante].

## Distinctions
- 2023 : Prix Ampère de l'Électricité de France[4]
- 2013 : Lauréat du Grand Prix SFO Léon Brillouin[5]
- 2008 : Prix Jean-Ricard de la Société française de physique
- 2005 : Prix Lazare Carnot de l'Académie des Sciences
- 2002 : Médaille d'argent du CNRS[6]